# Kit Carson (1903)
Kit Carson foi o primeiro filme western da história, lançado em 21 de setembro de 1903, nos Estados Unidos, tendo 21 minutos de duração.

## Sinopse
Kit Carson é capturado por índios e amarrado a uma árvore na aldeia indígena e uma índia ajuda-o a fugir.